# Francisco Tortellá
Francisco Tortellá Rebassa (nascido em 2 de setembro de 1937) é um ex-ciclista espanhol que participou em dois eventos nos Jogos Olímpicos de 1960, em Roma, Itália. Era um ciclista profissional entre 1962 e 1967.